# 停波
停波（ていは）は、電波の送信を停止すること。特に、常時電波を発信している無線局（主に放送局および、携帯電話・PHSの基地局）が電波送信を止めることをさす。

## 放送局における停波
放送における「停波」は、放送中に起きる不慮の電波の送信停止（本来の意味での放送事故）を意味するものとして主に用いられる。設備の保守などのために定められた一時的な送信停止は「放送休止」と呼んで区別している。

### 停波時の受信状態
停波時における受信機の出力は電波形式によって異なる。ただし、ラジオ・テレビともミューティング機能により無信号時には音声出力を無音状態に、映像出力を単色無地画面（ほとんどはブルーバックだが、一部機種はグレーバックのものも）に自動切換えする機種があり、その場合は以下のような状態を視聴することはない。

#### ラジオ
ラジオの場合は、振幅変調方式の放送（AM・短波）であれば空電雑音が出力され、周波数変調方式の放送（FM）であれば、「ザー」という音声（ノイズ）が流れる。ラジオの周波数を放送のないところに合わせたときと同じ状態である。なお、インターネットラジオ（radiko、らじる★らじる、リスラジなど）は停波時は無変調（音声なし）状態になるが、エフエム大分や兵庫エフエム放送のように、あえてノイズ音もそのまま配信する局もある。

#### テレビ
テレビ放送のうち、地上アナログ放送の場合、FMラジオ放送と同様の「ザー」という音声がスピーカーから出力されるとともに、画面が「砂嵐」と呼ばれるランダムノイズの映像を表示する状態になる。これは同期信号が失われ、通常の走査が行われないことによる。
デジタルテレビ放送用受信機は停波時でも「ザー」という音や砂嵐の状態になることはなく、画面に「受信できません」という意味のエラーメッセージが表示される。
受信機がカラーバー、テストパターン、「しばらくお待ちください」という文字表示などの画面を表示している場合、電波は止まっていない。デジタル放送の受信機に「このチャンネルは現在休止中です」や「信号レベルが低下しています 視聴できる状態ではありません」というエラーメッセージが表示されている場合も同様である（これは放送局が映像・音声のない信号を乗せた試験電波を送信している状態である）。

## その他の無線局における停波
携帯電話、PHSの基地局において、設備の保守などのために一定時間送信を止めることを「停波」と呼ぶ。一方、業務無線（警察無線、消防無線、タクシー無線など）、アマチュア無線のような、必要な時にだけ通信を行う無線局が一時的に運用していない状態は停波と呼ばれない。

## 運用廃止による電波の停止
無線局の運用を廃止（閉局・廃局）する際、電波を永久に停止させることも「停波」と呼ぶ。上記の「必要な時にだけ通信を行う無線局」が運用を終了した場合も停波と呼ぶことがある。

### 日本における廃止による停波の例

#### 標準周波数局
- 短波JJY - 短波帯の5MHz、8MHz、10MHzで放送されていた標準電波（時報局）。電波時計の時刻校正に用いられている長波帯40kHz、60kHzへ移行したことにより、2001年3月31日正午に送出停止。

#### 移動体通信の無線局
| 会社名                  | サービス名                                            | 通信方式                                    | 世代         | 停波年月日                                |
| ----------------------- | ----------------------------------------------------- | ------------------------------------------- | ------------ | ----------------------------------------- |
| NTTドコモ               |                                                       | HICAP                                       | 1G           | 1999年3月31日                             |
| IDO                     |                                                       | HICAP                                       | 1G           | 1999年3月31日                             |
| IDO/DDIセルラー         |                                                       | TACS                                        | 1G           | 2000年9月30日                             |
| au（KDDI/沖縄セルラー） |                                                       | PDC                                         | 2G           | 2003年3月31日                             |
| NTTドコモ               | ドコモPHS                                             | PHS                                         |              | 2008年1月7日                              |
| ツーカー                |                                                       | PDC                                         | 2G           | 2008年3月31日                             |
| NTTドコモ               | シティフォン・シティオ                                | PDC                                         | 2G           | 2008年6月30日                             |
| ソフトバンクモバイル    | SoftBank 6-2                                          | PDC                                         | 2G           | 2010年3月31日                             |
| アステル                |                                                       | PHS                                         |              | 2003年11月19日～2011年9月30日にかけて順次 |
| NTTドコモ               | mova                                                  | PDC                                         | 2G           | 2012年3月31日                             |
| au（KDDI/沖縄セルラー） | cdmaOne/CDMA 1X（L800MHz帯）/CDMA 1X WIN（L800MHz帯） | cdmaOne/CDMA2000 1x（L800MHz帯、EV-DO含む） | 2.5G/3G/3.5G | 2012年7月22日                             |
| au（KDDI/沖縄セルラー） | au 3G（旧CDMA 1X/CDMA 1X WIN）（N800MHz帯/2GHz帯）    | CDMA2000 1x（N800MHz帯/2GHz帯、EV-DO含む）  | 3G/3.5G      | 2022年3月31日                             |
| ソフトバンク            | SoftBank 3G                                           | W-CDMA                                      | 3G/3.5G      | 2024年4月15日（石川県のみ同年7月31日）    |
| NTTドコモ               | FOMA                                                  | W-CDMA                                      | 3G/3.5G      | 2026年3月31日（予定）                     |